# Elling Holst
Elling Bolt Holst (Drammen, 19 de junho de 1849 — Bærum, 2 de setembro de 1915) foi um matemático e autor de livros infantis norueguês.

## Publicações
- Elling Holst (1878). Om Poncelet's Betydning for Geometrien, et Bidrag til de moderngeometriske Ideers Udviklingshistorie. [S.l.]: A. W. Brøggers trykkeri Parâmetro desconhecido |kommentar= ignorado (ajuda)
  - Se også Om Poncelet's Betydning, 1878, digitalisert av Projeto Runeberg
- Elling Holst (1882). Et par synthetiske Methoder især til Brug ved Studiet af metriske Egenskaber. [S.l.]: Jacob Dybwads forlag Parâmetro desconhecido |kommentar= ignorado (ajuda)
- Elling Holst (1886). Plangeometrisk kursus for realgymnasiet. [S.l.]: Aschehoug Parâmetro desconhecido |kommentar= ignorado (ajuda)
- Elling Holst (1886). Om høiere aritmetiske rækker samt nogle af de almindeligst forekommende konvergerende rækker, med indledende sætninger om den hele funktion. [S.l.]: Aschehoug Parâmetro desconhecido |kommentar= ignorado (ajuda)
- Elling Holst og Ole Johannessen (1887). Kortfattet kursus i projektionstegning for realgymnasiet. [S.l.]: Aschehoug Parâmetro desconhecido |kommentar= ignorado (ajuda)
- Elling Holst (1894). Differential- og integralregningens elementer. [S.l.]: Kristiania tekniske skole Parâmetro desconhecido |språk= ignorado (ajuda); Parâmetro desconhecido |kommentar= ignorado (ajuda)
- Elling Holst (1896). Mathematik. [S.l.]: Hjalmar Biglers forlag Parâmetro desconhecido |sider= ignorado (ajuda); Parâmetro desconhecido |kommentar= ignorado (ajuda)
- Holst, Elling (1901). Lærebog i infinitesimalregningens elementer. [S.l.]: Jacob Dybwads forlag Parâmetro desconhecido |utgivelsessted= ignorado (ajuda)
- Niels Henrik Abel. Memorial publié a l'occasion du centenaire de sa naissance. [S.l.: s.n.] 1902 Parâmetro desconhecido |utgivelsessted= ignorado (ajuda); Parâmetro desconhecido |redaktør= ignorado (ajuda); Parâmetro desconhecido |kommentar= ignorado (ajuda)
- Elling Holst og Nils Wennech Smeby (1902). De første begyndelsesgrunde til feillæren og mindste kvadraters metode med anvendelse paa landmaalingen. [S.l.]: Jacob Dybwads forlag Parâmetro desconhecido |comentario= ignorado (ajuda)